# M1134反戰車飛彈車
M1134反戰車導引飛彈載具（英語：M1134 Anti-Tank Guided Missile Vehicle, ATGM）是美國史崔克裝甲車系列的反戰車飛彈載具版本。這款武器是史崔克旅級戰鬥隊主要的反坦克武器系統，通常被指派協同營級步兵單位作戰，或是支援旅及偵察部隊的偵察行動，並提供長程火力支援。

## 概述
M1134為史崔克旅級戰鬥隊（英語：Stryker Brigade Combat Team, SBCT）提供了反坦克掩护，使得步兵能夠相对安全和快速地經由M1126 ICV部署至戰場，而無須擔心步兵甫登陸即受到敵軍裝甲火力的射擊。它在SBCT中主要擔任坦克殲擊車的角色，能夠以BGM-71拖式飛彈系統摧毀四公里外的目標。M1134主要以瞄準線半自動指令引導飛彈，其有效引導距離與常见的火炮、機炮相当或更遠。
M1134主要發配給史崔克旅級戰鬥隊下的每個獨立步兵連使用。以下是M1134的主要服役單位。
- 第51步兵團
  - 美國陸軍第1裝甲師第1旅F連
- 第52步兵團
  - 美國陸軍第2步兵師第2旅A連
  - 美國陸軍第25步兵師第2旅B連
  - 美國陸軍第2步兵師第3旅C連
  - 美國陸軍第25步兵師第1旅D連
  - 美國陸軍第2步兵師第4旅F連
- 第112步兵團
  - 賓夕法尼亞州陸軍國民警衛隊第56旅D連

## 作战能力
M1134是M1126 ICV的衍生型，因此兩者除了裝備有異外，基本上並無不同。在史崔克旅级战斗队中，由于最大化了M1134和M1126之间的通用性，保养和后勤的压力被降低了。然而，M1134是一種比M1126 ICV更多樣化的裝甲平台，並能減少執行反戰車任務時所需的後勤支援以及被發現的可能。
M1134能夠提供旅級部隊內的主力戰車相當有力的火力支援，甚至能在敵軍戰車進入能还击的距離前就以反戰車飛彈將之擊毀。M1134的反戰車能力使部隊內的其他分队能在反戰車火力掩护的保护伞下之下执行任务。
装备M1134的旅独立反坦克连有以下使用方式（包括但不限于）：加强给旅下的步兵营；作为旅预备队的一部分；加强给执行反侦察任务的旅骑兵中队（即侦察营）；反冲击敌人等。
一个史崔克旅级战斗队（SBCT）的300辆史崔克中，有9辆是M1134。

## 資料來源
This article incorporates work from . US Army. （原始内容存档于16 May 2008）. which is in the public domain as it is a work of the United States Military.